# Torregamones
Torregamones es un municipio y lugar español de la provincia de Zamora, en la comunidad autónoma de Castilla y León.
La biodiversidad de su término municipal ha sido protegida por la Unesco con la figura de reserva de la biosfera transfronteriza bajo la denominación de Meseta Ibérica, por la Unión Europea con la Red Natura 2000 y por la comunidad autónoma de Castilla y León con la figura de parque natural, en estas dos últimas bajo la denominación de Arribes del Duero. La triple protección de este espacio natural busca preservar sus valores naturales, de gran valor paisajístico y faunístico, en el que destaca la presencia de aves como el buitre leonado, la cigüeña negra, el halcón peregrino, el alimoche, la chova piquirroja, el búho real, el águila real y el águila perdicera. Además, la notable conservación de este territorio le ha convertido en las últimas décadas en un punto de referencia del turismo de naturaleza.
Su término cuenta con un patrimonio etnográfico de especial interés, como los chiviteros o los molinos de Los Payeros, Los Domingos, Nuevo, Matarranas, La Azurera y Los Luciés que actualmente forman parte de una ruta de senderismo. También cuenta con los restos del denominado Fuerte Nuevo, construcción militar defensiva del siglo XVII.

## Toponimia
El nombre del pueblo es compuesto, formado por los vocablos «torre» y «gamones». La vinculación con la planta de los gamones o asfódelos parece clara, idea que se refuerza con la existencia de otra localidad situada dos kilómetros de Torregamones que se llama Gamones. Ambas deben su nombre a este género de plantas vivaces herbáceas, bianuales o perennes, oriundas del sur y centro de Europa, que en este territorio tuvieron especial importancia, bien por su abundancia, bien por sus propiedades medicinales o por su utilización en rituales.
Es posible que el topónimo de Torregamones naciese como la «torre de Gamones». De esta forma, Gamones sería el núcleo de población más antiguo y origen del pueblo de Torregamones. En algún momento los habitantes de Gamones pudieron edificar una torre en un lugar más elevado que con el tiempo se afianzó como una localidad independiente.

## Geografía física

Situación del municipio de Torregamones en la provincia de Zamora

Torregamones se encuentra situado en el suroeste zamorano, siendo el río Duero la frontera natural que separa esta localidad de su vecina Miranda do Douro, esta última perteneciente a Portugal. Dista 52 km de Zamora capital, 34 km de Fermoselle y 17 de Bermillo de Sayago. Su término linda al norte con Villardiegua de la Ribera, al este con Moralina, al sur con Gamones, Argañín y Badilla y al oeste con Miranda do Douro.
Pertenece a la comarca tradicional de Sayago y se integra dentro de la Mancomunidad Sayagua y el partido judicial de Zamora.
Su término municipal se encuentra enclavado dentro del parque natural de Arribes del Duero, un espacio natural protegido de gran atractivo turístico.
| Noroeste: Aldeia Nova (Portugal)   | Norte: Villardiegua de la Ribera | Noreste: Villadepera     |
| Oeste: Miranda do Douro (Portugal) |                                  | Este: Moralina           |
| Suroeste: Badilla                  | Sur: Gamones                     | Sureste: Moral de Sayago |

## Historia
En el Paleolítico, conocido como tal el período en que el hombre fabricaba sus herramientas de piedra tallada, Sayago sufrió los gélidos fríos de las glaciaciones. No obstante, y a pesar de la climatología adversa, las terrazas del Tormes orientadas al mediodía y algunos abrigos o cuevas naturales en este río, así como en el Duero favorecieron la permanencia de pequeños núcleos poblacionales. Son conocidos, en ese aspecto, refugios como la «cueva de Valcuevo» de Torregamones.
En el pago de La Veiga se halló un domen celta que es conocido por los del pueblo con el nombre de «El Santo», denominación que también incluye a su entorno inmediato. El lugar es una zona húmeda de prados en el que además estuvieron situados los antiguos edificios de la dehesa de Villanueva. El dolmen está formado por dos grandes ortostatos de 1,30 por 1,30 m. Es del tipo de corredor, parte del cual es el único elemento conservado, habiendo sido destruida en su totalidad la cámara que, posiblemente, se hallaba orientada al este de los restos actuales. Se hallaba situado al suroeste de una ermita ubicada en lugar más elevado, a una distancia de unos 150 m, de la cual hoy no quedan otros testimonios que trozos de teja y algunas piedras de sus cimientos totalmente desordenadas. Uno de los ortostatos se ha labrado con la finalidad de acoger la talla de la Virgen, para ser venerada cuando se llevaba hasta este lugar en el día de su romería. La cristianización queda atestiguada por este hecho y por el nombre dado al monumento.
En Sayago también hubo asentamiento castreños, entre los más significativos está el de Torrieca del Castiello en Torregamones. En general, los castros de Sayago fueron generalmente de dimensiones reducidas, y, a veces, de mínimas dimensiones. Solían ubicarse en lugares estratégicos, elevados, cercanos a manantiales, protegidos por defensas naturales como acantilados o cursos de agua. La parte accesible quedaba defendida por fuertes murallas, algunas con piedras hincadas delante de las mismas.
De la época de los romanos nos quedan las calzadas romanas que hicieron de la zona un lugar de tránsito constante. En Sayago dos de las calzadas más importantes, la Mirandesa y la que unía Ledesma con Pino, se cruzaban en Torregamones.
Al margen de los anteriores asentamientos, hay quien considera que la ubicación actual de Torregamones surgió como arrabal del vecino Gamones durante la repoblación que en la Edad Media emprendieron los reyes leoneses, quizá por cuestiones defensivas, y acabó siendo un asentamiento independiente.
Asimismo, gran parte de la historia de los últimos siglos de Torregamones ha estado vinculada a su condición de pueblo de frontera, en lo que se conoce como «la raya de Portugal». Esta situación geográfica es la que motivó la construcción del denominado Fuerte Nuevo que se mandó construir durante la Guerra de Restauración portuguesa para bombardear desde allí la ciudadela de Miranda do Douro. También fue empleado posteriormente durante la Guerra de Sucesión. En la actualidad es un recurso turístico del arribe que ha sido conservado como recuerdo de aquellas luchas con el país vecino. La situación fronteriza también tuvo transcendencia durante la Guerra de la Independencia Española, en este caso la barca de Múrcena en Fermoselle, y Torregamones fueron pasos que, por su indefensión, se convirtieron en habituales para destacamentos franceses con todo el tipo de servidumbres que ello conllevaba en diversos campos: económico,
artístico y humano. Por otro lado, hasta la construcción de la presa hidroeléctrica de Miranda no existió ningún puente en las inmediaciones para pasar de un lado al otro de la frontera. Esto motivó el contrabando se convirtiera en práctica habitual durante la guerra civil española y los años de posguerra, a pesar de la existencia de puestos de vigilancia en la zona. Finalmente, a partir de la construcción de la presa de Miranda do Douro, finalizada en 1961, y la consecuente carretera entre un país y otro (carretera conocida en el pueblo como «la internacional»), con el consecuente control fronterizo que dejó de utilizarse el 1 de enero de 1993 con la entrada en vigor del Mercado Único Europeo.
Perteneció a la cuadrilla de Luelmo, que era una de las cuatro en que se dividía el antiguo partido de Sayago dentro de la jurisdicción de la ciudad de Zamora.
Con la creación de las actuales provincias en 1833, Torregamones quedó adscrita a la provincia de Zamora, dentro de la Región Leonesa, la cual, como todas las regiones españolas de la época, carecía de competencias administrativas o ejecutivas, teniendo un mero carácter clasificatorio. Tras la constitución de 1978, y la diversa normativa que la desarrolla, Torregamones pasó a formar parte en 1983 de la comunidad autónoma de Castilla y León, en tanto municipio adscrito a la provincia de Zamora.

## Geografía humana

### Demografía
Cuenta con una población de 226 habitantes (INE 2024).
| Gráfica de evolución demográfica de Torregamones entre 1842 y 2021                                                    |
| |
| Población de derecho según los censos de población del INE. Población de hecho según los censos de población del INE. |

### Economía

#### Agricultura y ganadería
La economía de Torregamones, al igual que la del resto de pueblos de la comarca de Sayago, viene caracterizada fundamentalmente por las actividades agrícolas y ganaderas, manifestadas bajo la forma de pequeñas explotaciones unifamiliares.
Los cultivos pueden clasificarse en función de a quien van destinados. Por un lado aparecen los cultivos destinados al consumo animal, representados fundamentalmente por los cereales, tales como el trigo, la cebada y el centeno. Por otro lado, aparece la agricultura destinada al consumo humano, que a su vez se puede subdividir en los cultivos de verduras y hortalizas (producidos fundamentalmente en las huertas o huertos, conceptos que se diferencian en función de su extensión, siendo el huerto más pequeño que la huerta) y otros a los que se dedican mayores superficies de terreno, donde se incluyen los sembrados de patatas y garbanzos y también las viñas.
En cuanto a la ganadería, destaca fundamentalmente la cría de ejemplares ovino y vacuno, aunque también nos encontramos, en menor medida, con ejemplares de ganado porcino, caprino, asnal, equino, mular y avícola.
La extensión del término municipal podría hacer pensar en una abundancia de los cultivos, aunque esta realidad se enfrenta a dos problemas: la catalogación de parte del terreno como parque natural (lo que lo hace incultivable) y la escasa productividad del suelo, que se traduce en que la producción se destine, esencialmente, al autoconsumo.
La raza bovina autóctona es la sayaguesa. Catalogada como tal, cabe destacar su gran pureza, se conservó durante centenares de años sin haber sido cruzada con otras raza. Es el bovino más antiguo de Europa y descendiente directo del Uro.

#### Construcción
El sector de la construcción emplea a no pocas personas de Torregamones que ejercen su trabajo bien por cuenta propia o bien por cuenta ajena. Los trabajadores de este sector llevan a cabo sus actividades tanto dentro como fuera del municipio, principalmente construyendo o reparando viviendas o bien infraestructuras agroganaderas.

#### Servicios

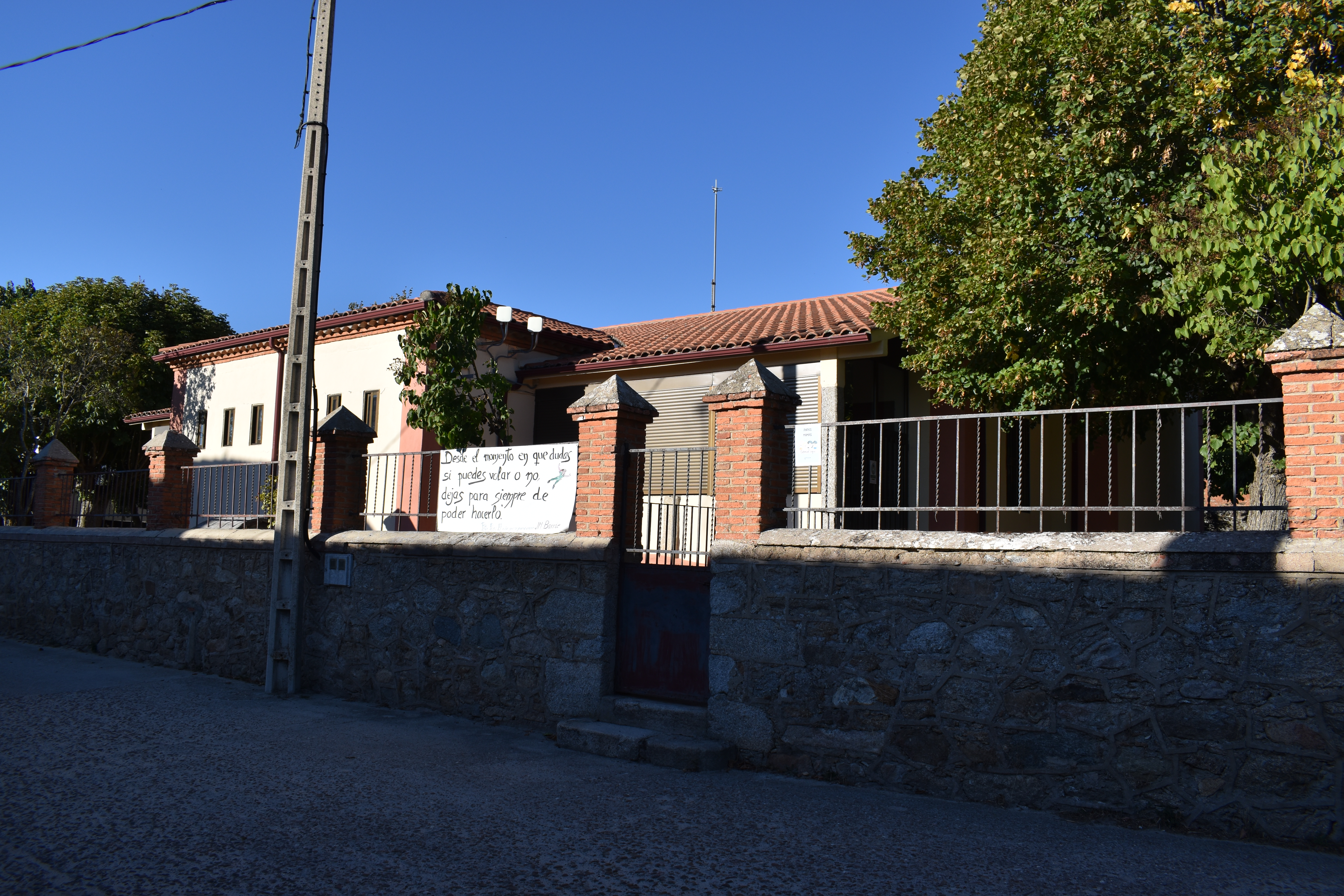
Escuela

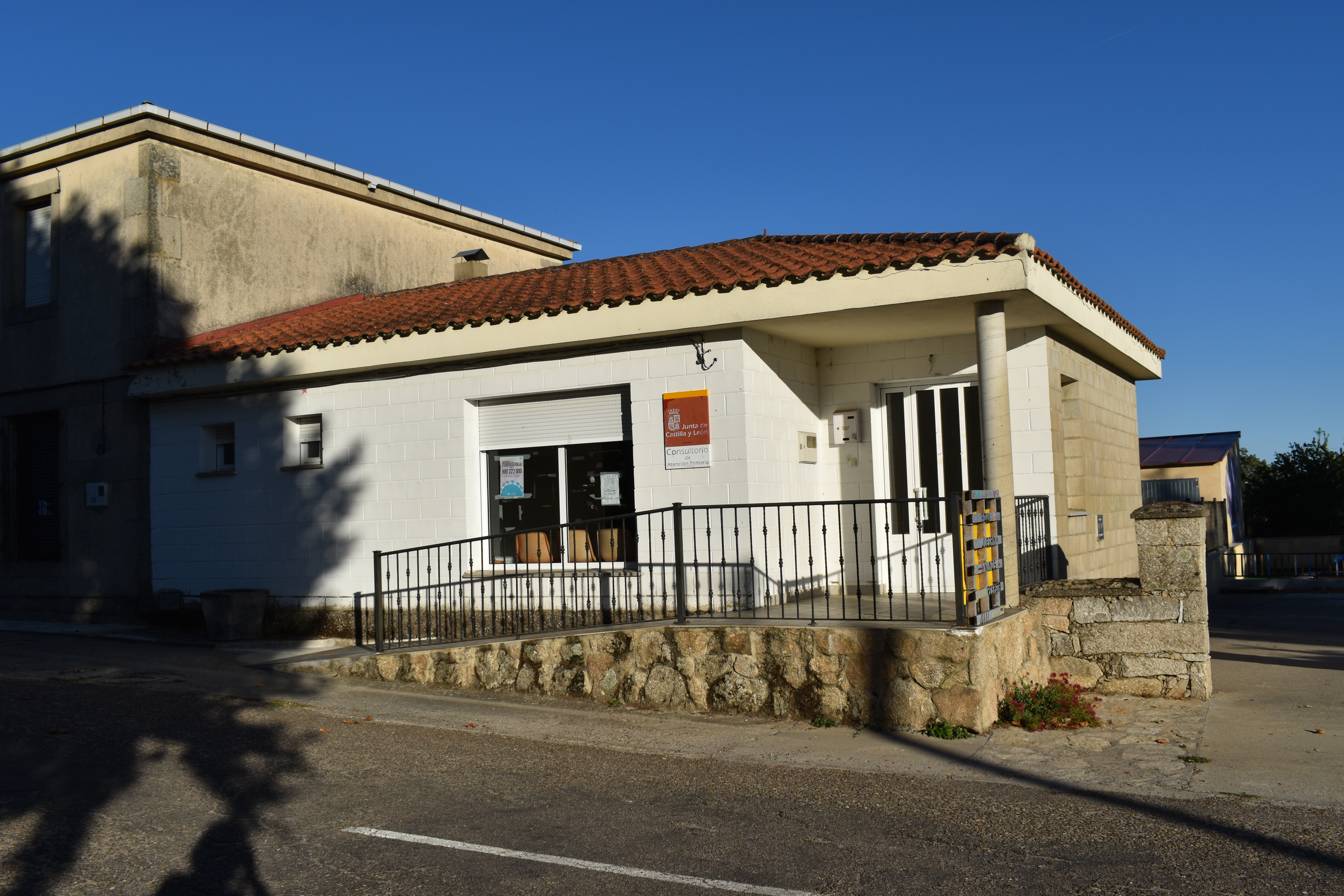
Centro de salud

El sector servicios aparece representado en Torregamones por una suerte de pequeños negocios destinados a satisfacer las necesidades tanto de sus habitantes como de sus visitantes. En el pueblo pueden encontrarse varios establecimientos de comercio (dos supermercados, una panadería, un estanco y una carnicería), dos bares y dos bares-restaurantes. También el municipio cuenta con servicio de taxi, peluquería y funeraria.
Pensando en los agricultores y ganaderos, nos encontramos también con un almacén de venta de cereales y una tienda de productos fitosanitarios.
Al lado de la plaza Mayor se encuentra el centro médico y no muy lejos de allí se hallan las escuelas públicas, donde se imparten clases de educación infantil y primaria. Dichas escuelas forman parte de un centro rural agrupado (C.R.A.) cuya sede se encuentra en Muga de Sayago.
También está funcionando una oficina de información turística, con el objetivo de informar al visitante acerca de los lugares y actividades de interés no solo del pueblo sino también de las localidades vecinas.

## Símbolos

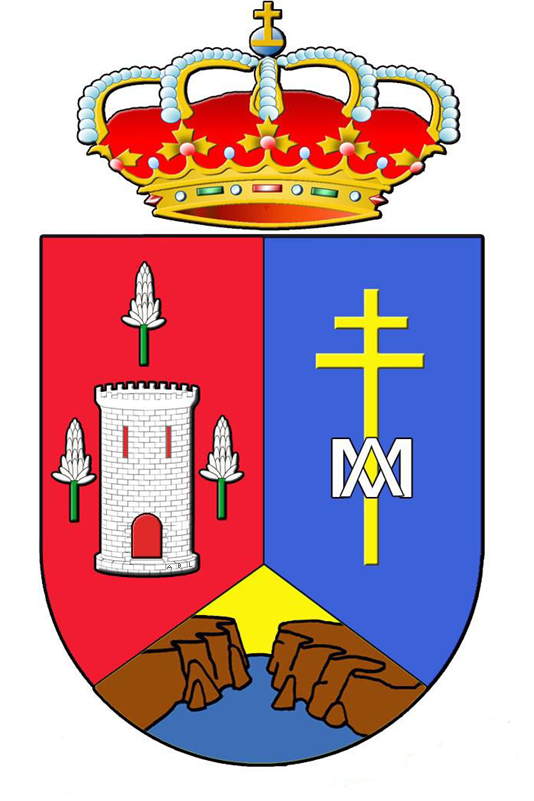
Escudo de Torregamones

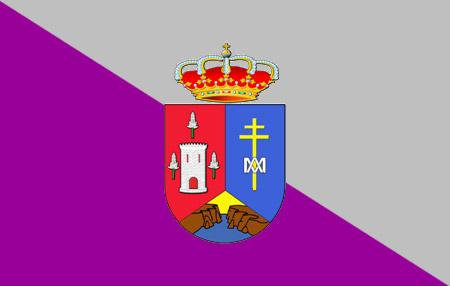
Bandera de Torregamones

### Escudo
El escudo heráldico que representa al municipio fue aprobado el 28 de octubre de 2010 con el siguiente blasón:

«Escudo partido. Primero de gules con una torre de plata, acompañada en lo alto y flancos de tres gamones de plata. Segundo, de azur con una cruz patriarcal de oro, cargada de la cifra del Ave María en plata. Entado en punta de oro con un monte natural y río en azur. Timbrado de la Corona Real Española»
Boletín Oficial de Castilla y León nº 114 de 14 de junio de 2011. p. 46432

### Bandera
La bandera municipal fue aprobada el 28 de octubre de 2010 con la siguiente descripción textual:

«Bandera rectangular, en diagonal de izquierda a derecha, dos colores. Superior en plata representando la principal materia prima del Municipio, el granito. Inferior en púrpura, en honor de la región a la que pertenece, Castilla y León»
Boletín Oficial de Castilla y León nº 114 de 14 de junio de 2011. p. 46432.

## Administración y política

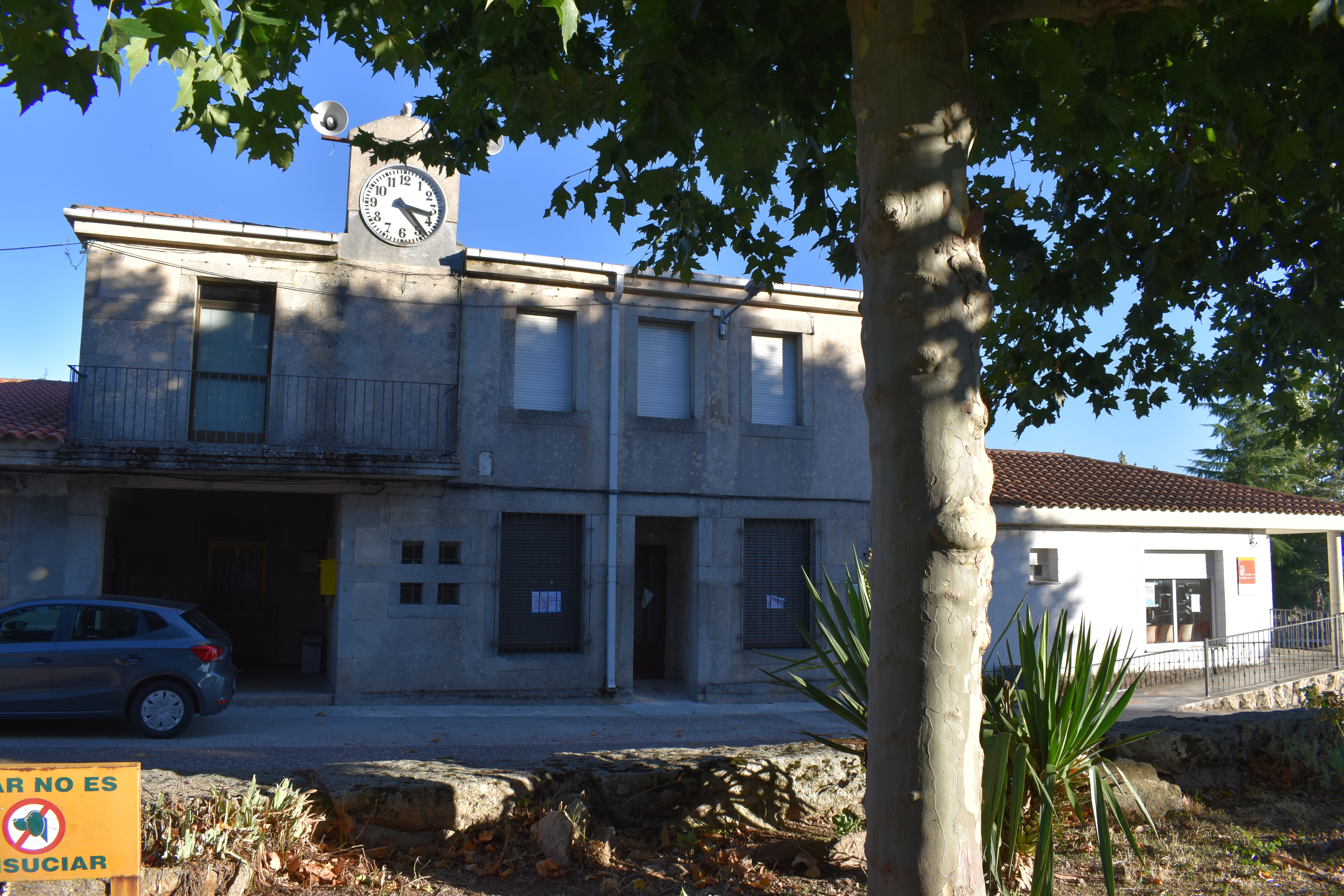
Casa consistorial

### Elecciones municipales
| Partido político                              | 2019  | 2019  | 2019       | 2015  | 2015  | 2015       | 2011  | 2011  | 2011       | 2007  | 2007  | 2007       | 2003  | 2003  | 2003       |
| Partido político                              | %     | Votos | Concejales | %     | Votos | Concejales | %     | Votos | Concejales | %     | Votos | Concejales | %     | Votos | Concejales |
| Partido Socialista Obrero Español (PSOE)      | 73,47 | 108   | 6          | 58,79 | 117   | 4          | 45,25 | 81    | 3          | 54,67 | 123   | 4          | 36,94 | 82    | 3          |
| Partido Popular (PP)                          | 24,49 | 36    | 1          | 39,70 | 79    | 3          | 49,72 | 89    | 4          | 30,67 | 69    | 2          | 31,08 | 69    | 2          |
| Partido Regionalista del País Leonés (PREPAL) | -     | -     | -          | -     | -     | -          | -     | -     | -          | 12,89 | 29    | 1          | 31,08 | 69    | 2          |

Con la legislación actual, a los habitantes de Torregamones les corresponde estar representados por siete concejales. Como consecuencia de las elecciones municipales celebradas el 26 de mayo de 2019 el pleno del ayuntamiento está compuesto por los siguientes ediles: seis del PSOE (Julio Pascual Lorenzo, Antonio Miguel Alfonso Carrascal, Francisco Barrios Carrero, Manuel Ángel Villar de San Antonio, Jesús Iglesias Prieto y Luis Carrero Pascual) y una del PP (Ana Panero Blanco).

## Cultura

### Patrimonio

#### Arribes del Duero

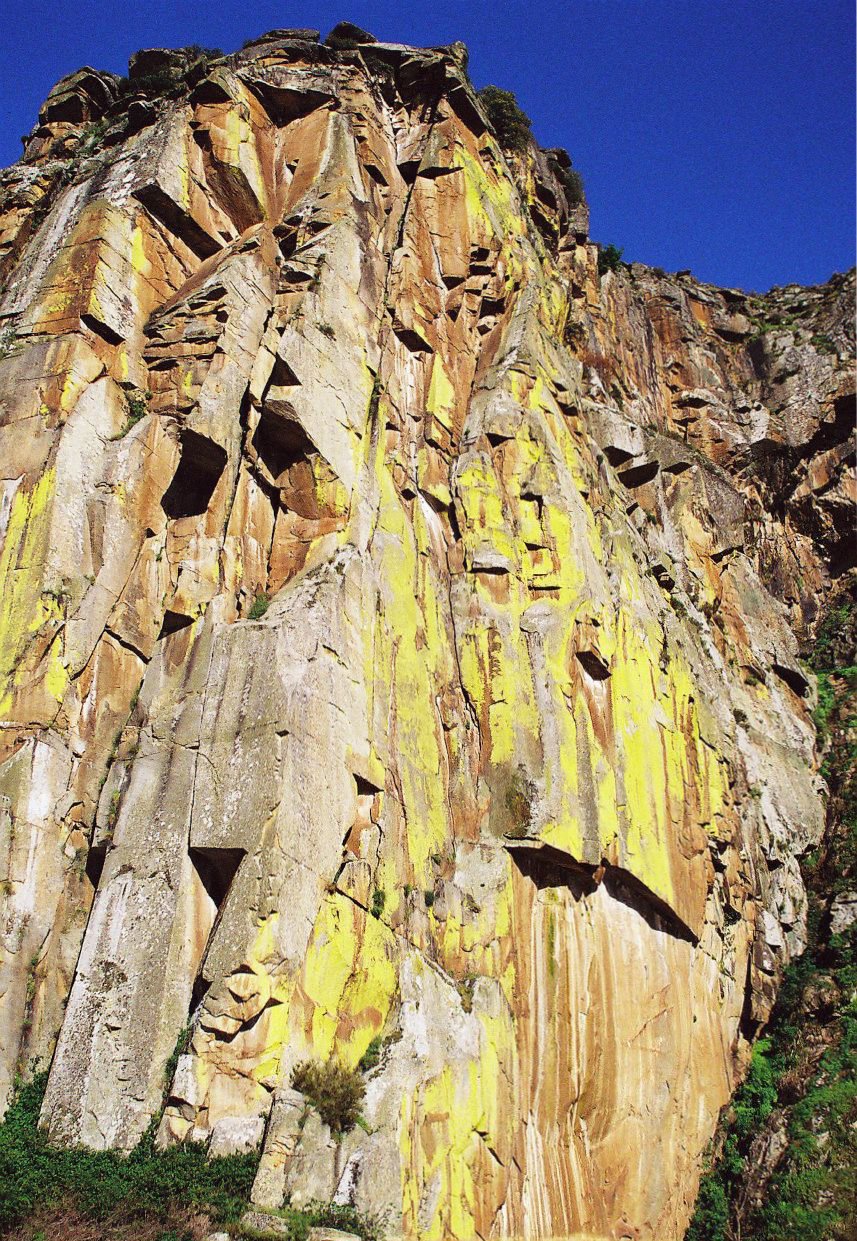
Arribanzos en el término de Torregamones vistos desde el embarcadero de Miranda de Duero

Torregamones está ubicado dentro del parque natural de Arribes del Duero, que se caracteriza, en síntesis, por el enorme cañón que con el paso de miles de años ha ido formando el río Duero erosionando el granito, dando lugar a grandes paredes laterales entre las que desfila el río.
De entre la fauna merece una particular atención la cigüeña negra, especie en peligro de extinción de la que quedan pocos ejemplares, algunos de los cuales se encuentran en esta zona.

#### Molinos
Por el término municipal transcurren las aguas de la rivera de los Moriegos, que desemboca en el Duero. Aprovechando la misma se construyeron varios molinos que permitían utilizar la fuerza de sus aguas para mover enormes piedras que machacaban el cereal permitiendo la elaboración de harina. Los molinos mejor conservados son Los Payeros, Los Domingos, Nuevo, Matarranas, La Azurera y Los Luciés. Las familias que construyeron los molinos adquirían un derecho de utilización del mismo de ciertos días a lo largo del año. Al fallecer una persona con derecho a la utilización de un molino, su derecho se repartía entre sus herederos. Aunque los molinos ya no se utilizan, salvo contadas excepciones, dichos derechos de utilización siguen vigentes entre las familias de Torregamones.

#### Chiviteros
Se trata de una suerte de chozas construidas en piedra y con tejado de escoba ubicadas dentro de un corral en medio del monte. Su constructor, el cabrero Manuel de San Antonio, los utilizó hasta la década de 1990 para refugiar a sus animales más pequeños, protegiéndoles del frío y de las alimañas.

#### Edificios religiosos

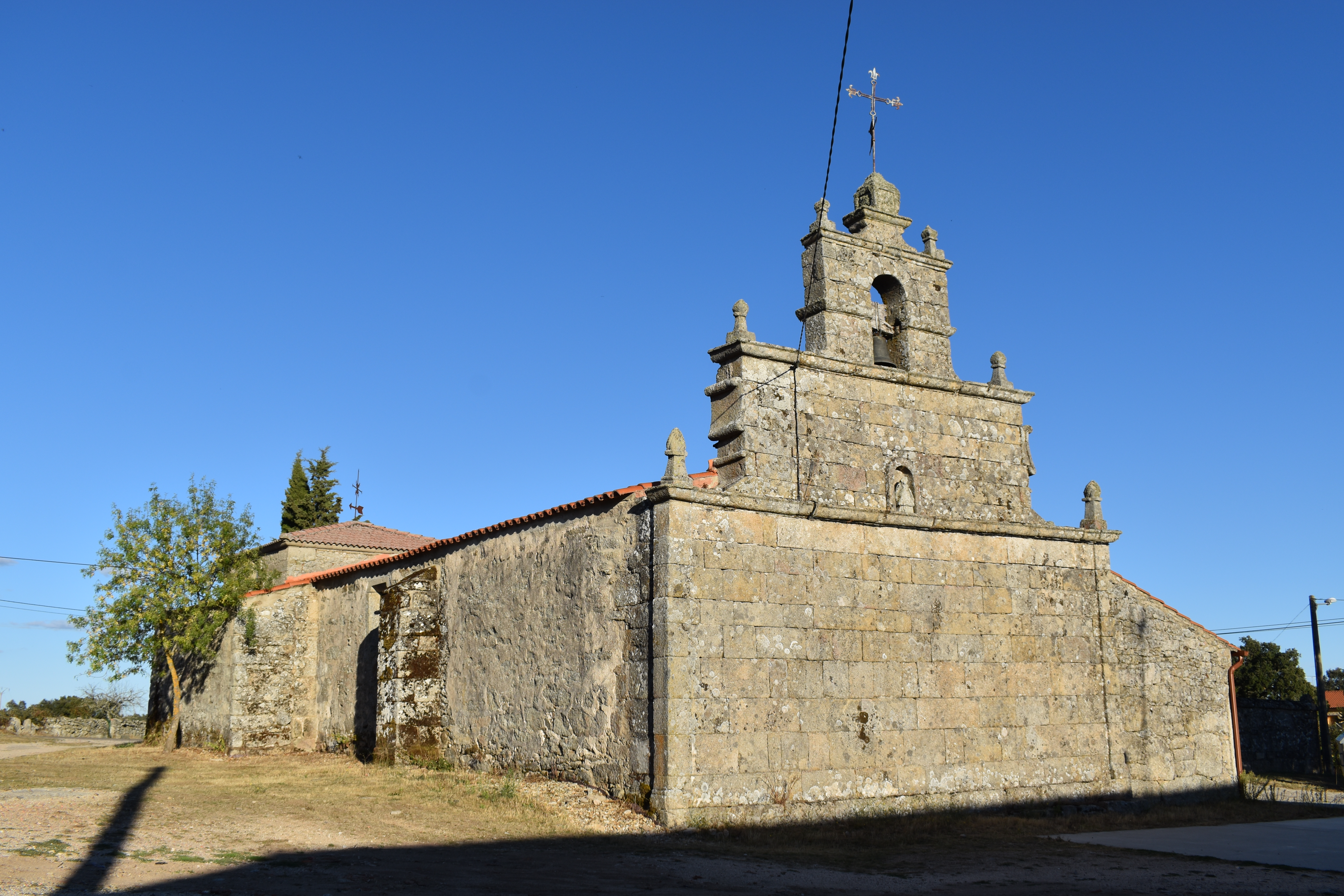
Ermita de la Virgen del Templo

Los edificios más característicos del pueblo son la iglesia y la ermita. La iglesia parroquial está levantada en honor a San Ildefonso. La ermita, situada a las afueras del pueblo, junto al cementerio, es el lugar de culto a la Virgen del Templo, nombre que tal vez haga referencia a los caballeros templarios, de hecho la ermita aparece nombrada (simplemente mencionada, sin aportar detalles) en algunos libros que recopilan lugares vinculados a los templarios en España.

#### Fuerte Nuevo
Ubicado en plenos Arribes del Duero ha sido rehabilitado en los últimos años.

### Fiestas

#### Fiesta de San Ildefonso
El patrón de Torregamones es San Ildefonso, que vivió entre los años 607 y 667 en el Toledo de la época visigoda, siendo obispo de la ciudad y mostrando una especial devoción por la Virgen María. Los restos del santo se trasladaron de Toledo a Zamora durante la ocupación musulmana, pero se les perdió la pista hasta que fueron encontrados junto con los de San Atilano en 1260. En el año 1496, estos restos fueron elevados a la capilla superior de la iglesia de San Ildefonso de Zamora, de la que por entonces era párroco Francisco Álvarez, natural de Torregamones, que consiguió que una reliquia, concretamente un dedo pulgar, fuera llevado al pueblo, donde hoy se sigue venerando.
La fiesta de San Ildefonso se celebra dos veces al año. Por un lado, el 23 de enero, que es el día de la festividad y se vuelve a celebrar el 26 de mayo, cuando se hace también la bendición de campos, sacando al patrón en procesión, acompañado de la Virgen del Rosario y el niño Jesús, y haciendo una plegaria para que las cosechas del año sean favorables.

#### Fiesta de la Virgen del Templo
La patrona de Torregamones es la Virgen del Templo. En el paraje del pueblo conocido como Las Contiensas, a escasos metros del término municipal de Moralina, hay un hueco de escasa profundidad donde se dice que fue encontrada la imagen de la Virgen que ahora se venera. Son muchos los lugares, y Torregamones es uno de ellos, donde se cuentan leyendas acerca de imágenes de este tipo enterradas durante mucho tiempo (con motivo, principalmente, de invasiones que podían ponerla en peligro) y la posterior aparición sobrenatural de una entidad que se identifica con la Virgen a un pastor indicándole que existe una imagen suya en ese paraje y pidiéndole que avise a las gentes para que sea sacada de la tierra y se le construya una ermita. En el caso concreto de Torregamones, la aparición se presentó al pastor como Virgen del Templo en pleno mes de agosto y pidió a este que avisase a los demás vecinos, que en esa época del año se encontraban trabajando en las eras. Como nadie le hizo caso, la Virgen se le presentó nuevamente y llenó la capa del pastor de nieve para que le creyeran. Al regresar este a las eras y mostrar nieve en pleno agosto (que ni siquiera se había derretido por el sol durante su trayecto), sus vecinos se convencieron y rescataron la imagen llevándosela a la iglesia.
Durante la noche, la imagen desapareció, volviendo a ser encontrada en Las Contiensas. La vecina población de Moralina, al haber tenido lugar estos acontecimientos a escasos metros de su término, interpretó que la Virgen no quería que su talla quedase en Torregamones y reclamó la imagen para sí. La disputa se resolvió con un acuerdo por el cual el pueblo que terminase antes la construcción de una ermita sería el que se la quedase. La construcción no fue, como en tantas ocasiones, en el lugar de la aparición, sino dentro de los cascos de los pueblos. El trabajo de Torregamones fue a buen ritmo, pero en Moralina todo lo que construían de día se caía durante la noche. Evidentemente al suceder esto, solo Torregamones pudo concluir su ermita, la cual tiene su cabecera apuntando hacia el lugar de la aparición. La imagen fue colocada en el interior y ya no volvió a desaparecer.
La fiesta de la Virgen del Templo se celebra el tercer fin de semana de octubre. Las celebraciones duran entre 2 y 4 días, girando en torno al acto litúrgico central, que es la Misa en honor de la Virgen oficiada en la mañana del domingo. Esa misma tarde tiene lugar el rezo del rosario, tras el cual se celebra el Ofertorio. En él, la imagen de la Virgen, acompañada por sus dos mayordomas, se sitúa a un extremo de la plaza, mientras que los asistentes al Ofertorio rodean toda la plaza para pasar uno a uno delante de la imagen y hacer su donativo. Los hombres pasan en primer lugar, precedidos por el alcalde, y las mujeres lo hacen después, tras las mayordomas. Una vez terminado el Ofertorio, se celebra una procesión alrededor de la iglesia durante la cual es tradicional el Baile del Ramo. A continuación tiene lugar el juego de pelota mano, una tradición muy arraigada en Torregamones. En las fiestas tienen lugar diferentes actividades, como las tradicionales verbenas, donde diferentes orquestas deleitan a la vecindad y sirven de excusa para concentrar a numerosos jóvenes y no tan jóvenes de los pueblos de la comarca. También suelen representarse obras de teatro y actuaciones de grupos de coros y danzas y divertir a los más pequeños organizando juegos infantiles.

#### La feria del 25
El día 25 de cada mes tiene lugar, junto a la ermita, la feria del pueblo. En ella se dan cita varios comerciantes que acuden con sus productos textiles, calzado, cacharros, frutos secos y objetos varios. Hasta hace no muchos años tenía lugar en la misma fecha una feria de ganados.

#### Otras fiestas y devociones
Otros santos que gozan de especial consideración en Torregamones son San Antonio (17 de enero), San Blas (3 de febrero), San Onofre (12 de junio) y la Virgen del Rosario (primer domingo de octubre).
En Semana Santa se celebran diferentes actos litúrgicos, pero es especialmente relevante la procesión de la Soledad que se celebra el Viernes Santo, cuando tiene lugar un Vía Crucis por las calles acompañando a la Virgen de la Soledad. Tras la procesión se canta en su honor una Salve en la iglesia. El Domingo de Resurrección tiene lugar la Procesión del Encuentro.
Son también típicos los carnavales, donde hasta hace unos años existía la tradición de picar el gallo.